# Prefettura apostolica dei territori francesi in India
La prefettura apostolica dei territori francesi in India (a volte definita "di Pondicherry") era una circoscrizione della Chiesa cattolica latina nelle enclaves coloniali che costituivano l'India francese.

## Storia
La soppressione della Compagnia di Gesù nel 1773 e l'allontanamento dei missionari gesuiti da tutti i territori di missione furono i presupposti della nascita della Prefettura apostolica dei territori francesi in India.
Le missioni a Pondichéry e sulla costa orientale dell'India erano affidate ai gesuiti fin dalla metà del XVII secolo. La loro espulsione portò la Santa Sede, d'accordo con il governo francese, ad affidare l'evangelizzazione di queste terre ai missionari della Società per le missioni estere di Parigi (1776). Contestualmente fu istituito l'ufficio di prefetto apostolico dei territori francesi in India affidato ai cappuccini; il 28 settembre 1776 fu nominato come primo prefetto apostolico, il cappuccino francese Sebastien di Nevers. La sua giurisdizione si estendeva ai cattolici francesi e assimilati, mentre per la popolazione indiana residente sullo stesso territorio era competente il superiore della missione di Pondicherry.
Nel 1792 il prefetto Damase d'Oléron si rifiutò di prestare il giuramento alla Repubblica francese, previsto dalla Costituzione civile del clero, e per questo motivo abbandonò la missione, rifugiandosi a Madras in territorio inglese.
Nel 1776 Sebastien di Nevers era stato nominato primo prefetto apostolico, ma la prefettura apostolica non fu mai canonicamente eretta. Per questo si dovette aspettare il 1828. Con decisione ex audientia di papa Leone XII del 18 marzo, resa pubblica con il decreto Cum christianissimus di Propaganda Fide del 14 giugno, fu canonicamente eretta la prefettura apostolica dei territori francesi in India. Fu nominato prefetto Pierre-Jean-Norbert Calmels, prete dell'Arcidiocesi di Albi. In quest'epoca la prefettura apostolica era affidata ai missionari spiritani.
Le difficoltà intercorse tra il prefetto apostolico della colonia francese e i vicari apostolici di Pondicherry, obbligarono Propaganda Fide ad intervenire con un decreto del 28 febbraio 1841, per limitare la giurisdizione dei prefetti apostolici unicamente sugli europei, i creoli e i meticci di Pondichéry e su tutti i fedeli di Chandernagor.
A Calmels succedette nel 1859 Pierre Brunie, parroco della cattedrale di Saint-Denis a La Réunion.
La prefettura apostolica fu de facto soppressa con la bolla Humanae salutis di papa Leone XIII del 1º settembre 1886, con la quale il pontefice istituiva la gerarchia ecclesiastica in India. Sembrò tuttavia opportuno che un atto validasse de iure la sua soppressione; per questo motivo, con il decreto Cum in audientia di Propaganda Fide del 10 marzo 1887, fu esplicitamente ricordata la soppressione della prefettura con la bolla del 1º settembre precedente e l'incorporazione di tutti i fedeli nella nuova arcidiocesi di Pondicherry.

## Cronotassi dei prefetti apostolici
- Sebastien di Nevers, O.F.M.Cap. † (28 settembre 1776 - 27 novembre 1780)
- Donat d'Orléans, O.F.M.Cap. † (27 novembre 1780 - 11 settembre 1786)
- Hilaire di Poitiers, O.F.M.Cap. † (11 settembre 1786 - 24 novembre 1788)
- Damase d'Oléron, O.F.M.Cap. † (24 novembre 1788 - ?)
- Benedictus di Monterotundo, O.F.M.Cap. † (21 febbraio 1792 - ?)
- Pierre-Jean-Norbert Calmels,[9] † (14 giugno 1828 - 1859 dimesso)
- Pierre Brunie † (1859 - ? dimesso)